# 加拿大广场 (巴黎)

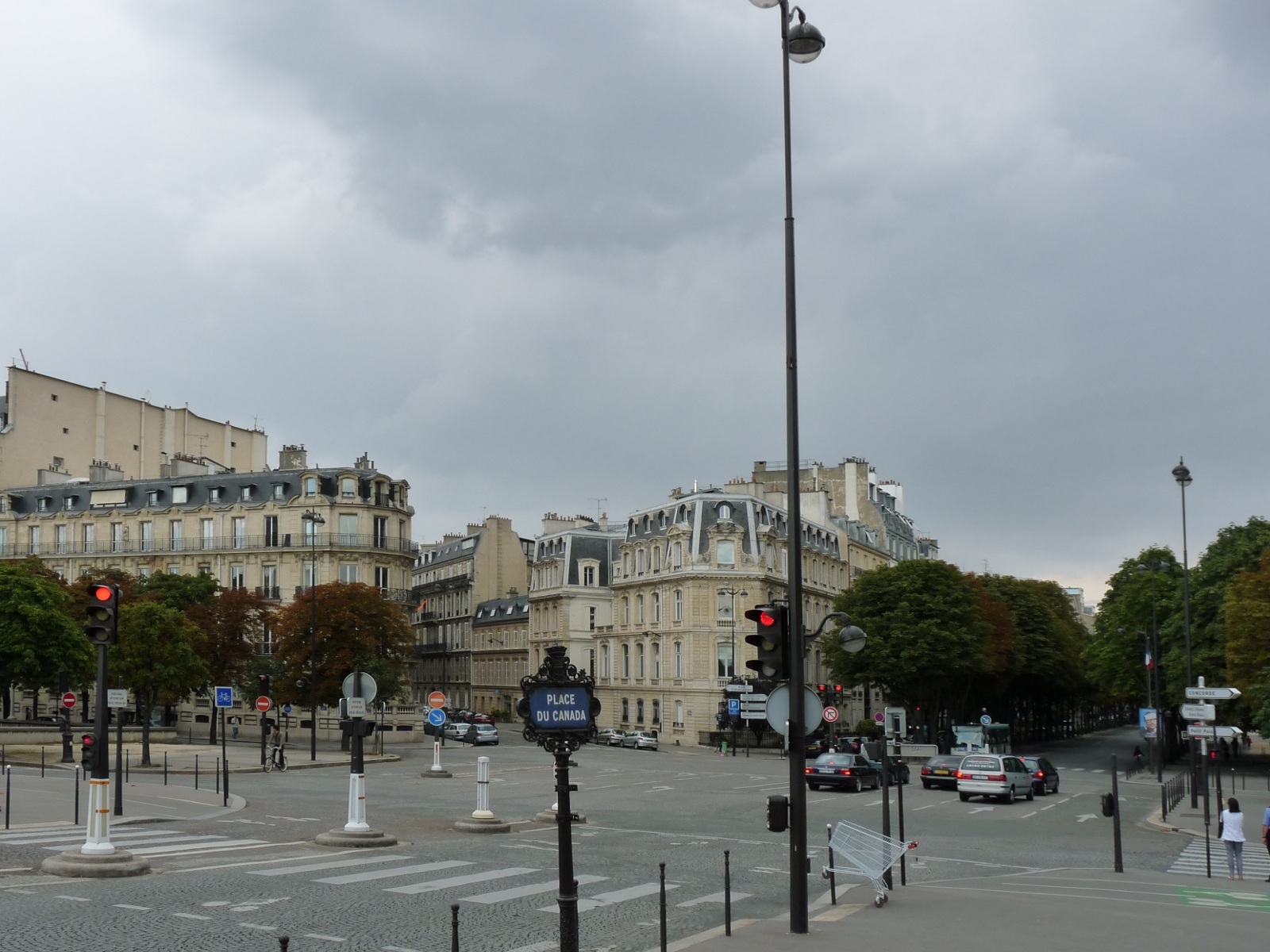
加拿大廣場一景

加拿大广场（Place du Canada）是巴黎第八区的一个广场，位于塞纳河畔、荣军院桥北首，塞纳河堤岸（cours la Reine）、阿尔伯特一世堤岸（cours Albert-Ier）、富兰克林·罗斯福大街和弗朗索瓦一世路交汇于此。
加拿大广场附近的地铁站是富兰克林·D·罗斯福站。

## 名称
加拿大广场得名于北美洲国家加拿大。

## 建筑

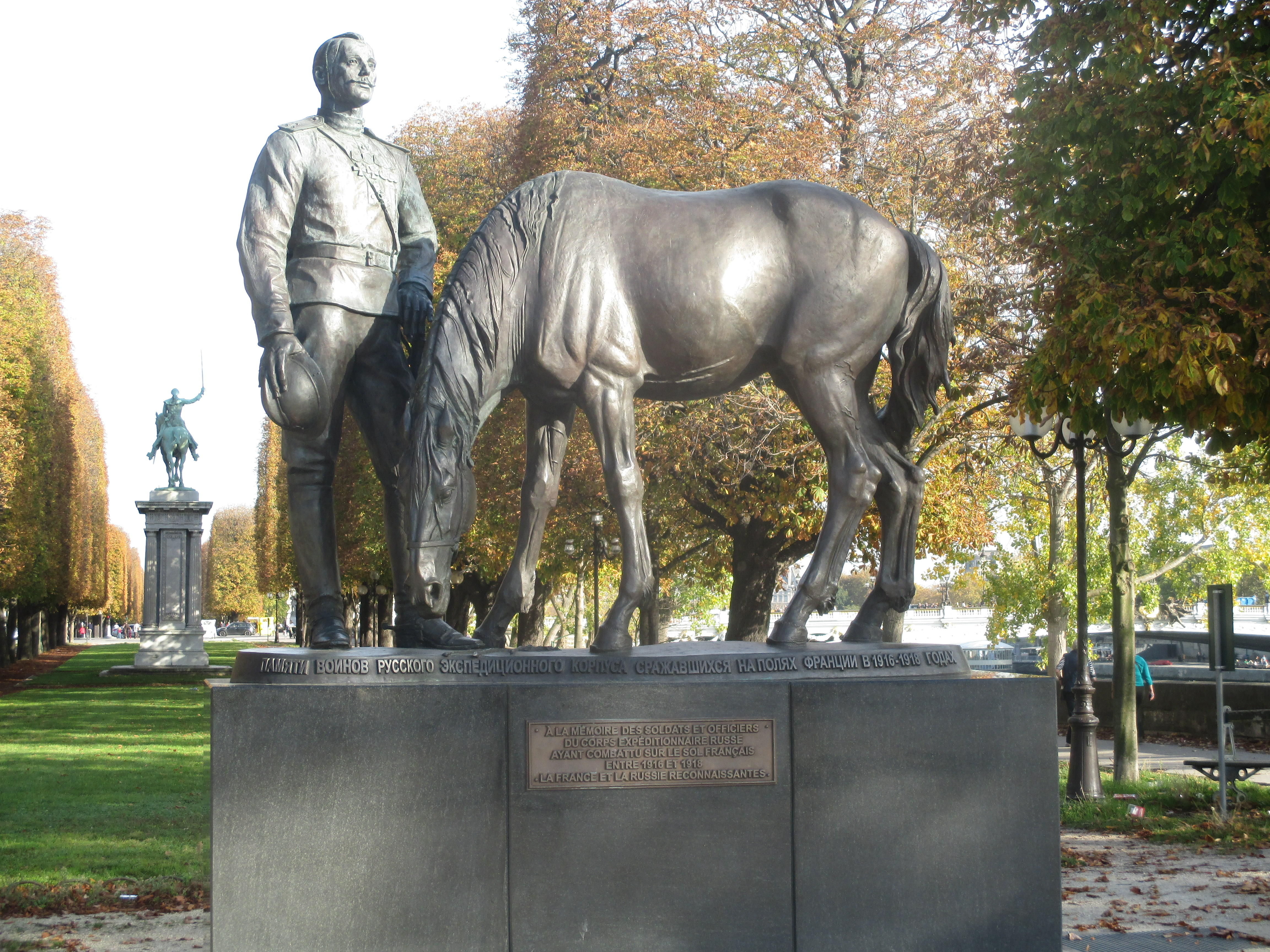
Vladimir Sourovtsev, Monument du Corps expéditionnaire russe (2011).

- 发现宫